# Lalendorf
Lalendorf est une municipalité allemande du land de Mecklembourg-Poméranie-Occidentale et l'arrondissement de Rostock.

## Personnalités liées à la ville
- Adam Otto von Viereck (1684-1758), homme politique né à Wattmannshagen.